# Parlamentswahl in Botswana 2019

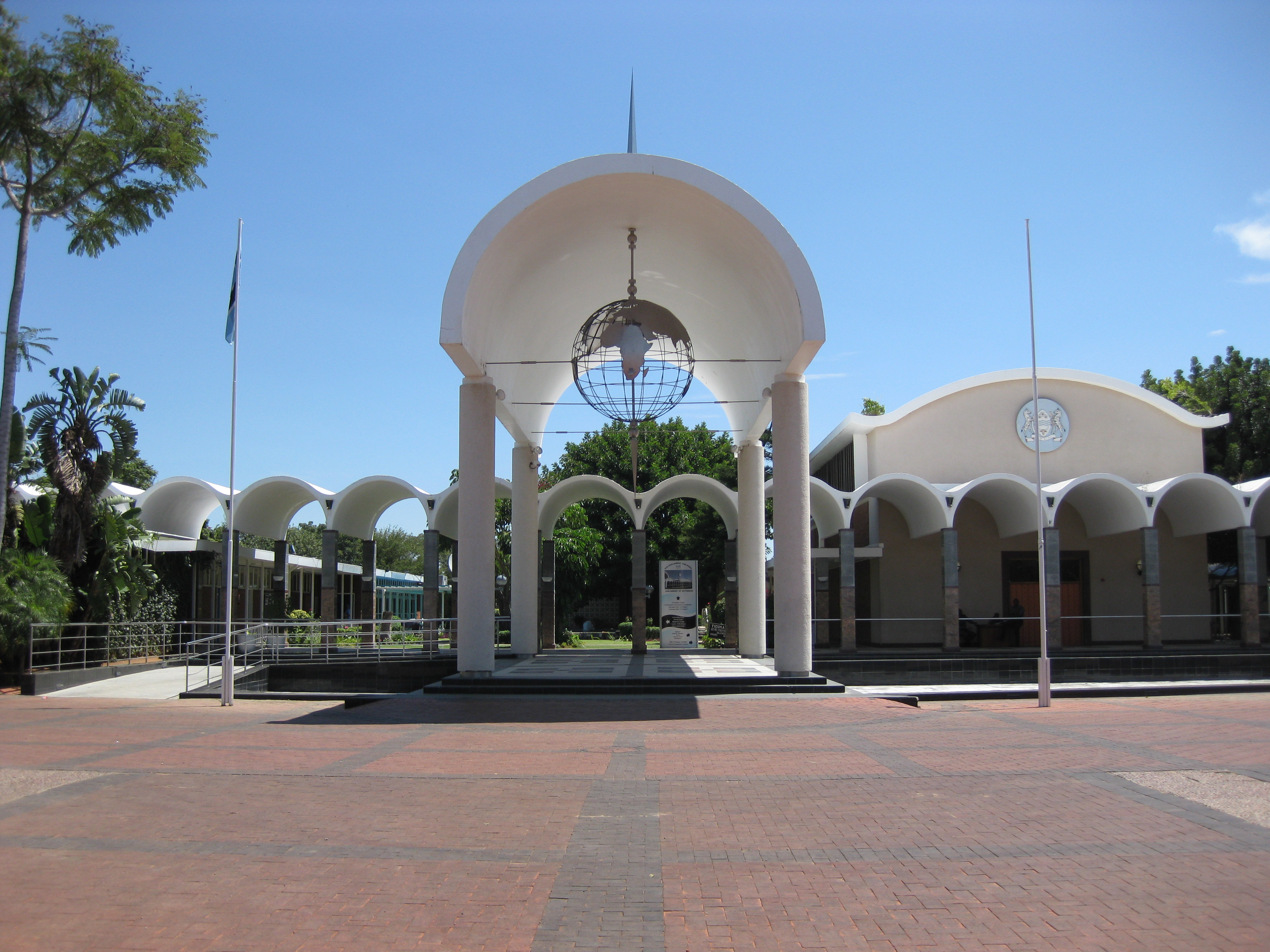
Parlamentsgebäude in Gaborone

Die Parlamentswahl in Botswana 2019 fand am 23. Oktober 2019 statt. Die Wahl wurde deutlich von der seit 1966 regierenden Botswana Democratic Party (BDP) gewonnen. Das Bündnis Umbrella for Democratic Change (UDC) gestand seine Niederlage am 25. Oktober ein. Damit wurde indirekt auch Staatspräsident Mokgweetsi Masisi im Amt bestätigt.

## Hintergrund und Ausgangssituation
Die Parlamentswahl in Botswana 2014 wurde wie schon alle Wahlen zuvor von der Botswana Democratic Party (BDP) gewonnen. Sie verlor zwar acht Sitze gegenüber der Wahl 2009, konnte aber aufgrund des Wahlsystems 37 der 63 Sitze behaupten. Das oppositionelle Wahlbündnis Umbrella for Democratic Change (UDC) unter Duma Boko und die Botswana Congress Party (BCP) gewannen gemeinsam mehr als 50 Prozent der Stimmen, jedoch nur 20 Sitze. Beide Gruppierungen schlossen sich 2017 zusammen. 2018 wurde das Botswana Movement for Democracy wegen dessen internen Streitigkeiten aus dem UDC ausgeschlossen.
Im April 2018 trat Präsident Ian Khama gemäß der Verfassung nach zehn Jahren im Amt ab. Mokgweetsi Masisi wurde sein Nachfolger.
Ian Khama verließ 2019 nach heftigen Auseinandersetzungen mit Masisi die BDP und unterstützte die Gründung der Botswana Patriotic Front (BPF), der unter anderem sein Bruder Tshekedi Khama beitrat.
Der Wahltag wurde vom üblichen Samstag erstmals auf einen Mittwoch verlegt. Der Wahltag und die beiden folgenden Tage wurden zu bezahlten Feiertagen erklärt.
Rund 925.000 Bürger ließen sich für die Wahl registrieren.

## Wahlsystem
Die 65 Mitglieder der botswanischen Nationalversammlung setzen sich aus 57 direkt nach Mehrheitswahl gewählten Mitgliedern zusammen, einer aus jedem Wahlkreis. Sechs Mitglieder (bis zur letzten Wahl: vier) werden vom Präsidenten ernannt, bei zweien handelt es sich um Mitglieder von Amts wegen.
Das aktive Wahlrecht haben alle Botswaner, die mindestens 18 Jahre alt sind und vor der Registrierung als Wähler mindestens 12 Monate im Land gelebt haben. Unzurechnungsfähige Personen, Personen mit mehrfacher Staatsangehörigkeit, Sträflinge mit Todesstrafe, Gefangene mit einer Haftstrafe von mehr als sechs Monaten und Wahlbetrüger dürfen keine Stimme abgeben. Das passive Wahlrecht haben Kandidaten, die mindestens 21 Jahre alt und nicht bankrott sind sowie Englisch sprechen und lesen können.
Der botswanische Präsident wird am Beginn der Legislaturperiode durch die Nationalversammlung gewählt.

## Wahlergebnis
| Endergebnis                           |         |         |        |       |     |
| Partei                                | Stimmen | %       | ±      | Sitze | ±   |
| Botswana Democratic Party (BDP)       | 406.561 | 52,65   | +6,20  | 38    | +1  |
| Umbrella for Democratic Change (UDC)  | 277.121 | 35,89   | +5,88* | 15    | −2* |
| Alliance for Progressives (AP)        | 39.561  | 05,12   | –      | 01    | neu |
| Botswana Patriotic Front (BPF)        | 34.028  | 04,41   | –      | 03    | neu |
| Botswana Movement for Democracy (BMD) | 2.058   | 00,27   | –      | –     | **  |
| Real Alternative Party (RAP)          | 145     | 00,02   | –      | –     | neu |
| Unabhängige                           | 12.734  | 01,65   | −1,46  | –     | –   |
| Vergebene Sitze                       |         |         |        | 6     | –   |
| Sitze von Amts wegen                  |         |         |        | 2     | –   |
| Gesamt                                | 772.208 | 83,51 % |        | 65    |     |
| Wahlberechtigte                       | 924.709 |         |        | –     | –   |
| Quelle:                               |         |         |        |       |     |

Mehrheiten nach Wahlkreisen

* Nicht eingerechnet sind die 20,43 % und drei Mandate der BCP, die zwischen den Wahlen im UDC aufging

** Bis 2018 Teil des UDC
42 Abgeordnete sind neu im Parlament, elf Mandatsträger wurden bestätigt, während die übrigen nach einer Pause in die Nationalversammlung zurückkehrten. Viele Minister wurden abgewählt.

## Sonstiges
Zeitgleich mit der Parlamentswahl fanden im Land Kommunalwahlen statt. Dabei wurden insgesamt 490 Abgeordnete gewählt.
Ein Einspruch des UDC gegen das Parlamentswahlergebnis wegen angeblichen Wahlbetrugs wurde vom zuständigen Gericht abgelehnt. Ein Berufungsgericht setzte dagegen eine Anhörung des UDC in dieser Frage auf den 29. Januar 2020 fest. Der Einspruch wurde am selben Tag abgelehnt.